# 암페어 (마이크로아키텍처)
암페어(Ampere)는 엔비디아에서 개발한 볼타와 튜링의 후속 그래픽 처리 장치 마이크로아키텍처의 코드네임으로, 2020년 5월 14일 공식적으로 발표되었다. 프랑스의 수학자이자 물리학자인 앙드레마리 앙페르의 이름을 따서 명명되었다.
엔비디아는 2020년 9월 1일 지포스 스페셜 이벤트에서 차세대 지포스 30 시리즈 소비자 GPU를 발표하였다. 엔비디아는 2020년 11월 16일 SC20에서 A100 80GB GPU를 발표하였다. 모바일 RTX 그래픽 카드와 RTX 3060은 2021년 1월 12일에 공개되었다.
엔비디아는 또한 GTC 2022에서 암페어의 후속작인 호퍼를 발표했으며, 2021년 GPU 기술 콘퍼런스에서 2024년 릴리스를 위한 "암페어 넥스트 넥스트"를 발표하였다.

## 자세히
암페어 아키텍처의 구조적 개선은 다음을 포함한다.
- A100의 CUDA 연산 능력 8.0 및 지포스 30 시리즈의 8.6[7]
- A100의 TSMC의 7 nm FinFET 공정
- 지포스 30 시리즈의 삼성전자의 8 nm 공정 (8N) 커스텀 버전[8]
- FP16, bfloat16, TensorFloat-32(TF32) 및 FP64가 지원되는 3세대 텐서 코어 및 희소성 가속 지원.[9] 개별 텐서 코어는 이전 텐서 코어 세대에 비해 초당 256 FP16 FMA 연산 4배(GA100만 해당, GA10x에 2배)를 가지고 있다. 텐서 코어 카운트는 SM 당 1회로 감소한다.
- 지포스 30 시리즈의 2세대 광선 추적 코어, 동시 광선 추적, 음영 처리 및 컴퓨팅
- A100 40GB 및 A100 80GB의 HBM2
- 지포스 RTX 3090, RTX 3080 Ti, RTX 3080, RTX 3070 Ti의 GDDR6X 메모리
- GA10x GPU에서 SM당 FP32 코어 2개
- 쌍당 50Gbit/s 처리량을 지원하는 NVLink 3.0
- SR-IOV를 지원하는 PCI 익스프레스 4.0 (SR-IOV는 A100에만 예약됨)
- 최대 7개의 인스턴스를 지원하는 A100의 다중 인스턴스 GPU 가상화 및 GPU 파티셔닝 기능
- AV1 하드웨어 디코딩이 포함된 지포스 30 시리즈의 퓨어비디오 하드웨어 비디오 디코딩 기능 세트 K 및 A100의 기능 세트 J
- A100용 5 NVDEC
- YUV420, YUV422, YUV444, YUV400, RGBA와 함께 새로운 하드웨어 기반 5코어 JPEG 디코딩 (NVJPG)을 추가. 엔비디아 NVJPEG(JPEG 인코딩/디코딩을 위한 GPU 가속 라이브러리)가 아님

### 칩
- GA100
- GA102
- GA104
- GA106
- GA107

연산 능력 비교: GP100 vs GV100 vs GA100
| GPU 기능                      | NVIDIA Tesla P100 | NVIDIA Tesla V100        | NVIDIA A100                 |
| ----------------------------- | ----------------- | ------------------------ | --------------------------- |
| GPU 코드네임                  | GP100             | GV100                    | GA100                       |
| GPU 아키텍처                  | NVIDIA 파스칼     | NVIDIA 볼타              | NVIDIA 암페어               |
| 계산 능력                     | 6.0               | 7.0                      | 8.0                         |
| 스레드 / 워프                 | 32                | 32                       | 32                          |
| 최대 워프 / SM                | 64                | 64                       | 64                          |
| 최대 스레드 / SM              | 2048              | 2048                     | 2048                        |
| 최대 스레드 블록 / SM         | 32                | 32                       | 32                          |
| 최대 32비트 레지스터 / SM     | 65536             | 65536                    | 65536                       |
| 최대 레지스터 / block         | 65536             | 65536                    | 65536                       |
| 최대 레지스터 / 스레드        | 255               | 255                      | 255                         |
| 최대 스레드 블록 크기         | 1024              | 1024                     | 1024                        |
| FP32 코어 / SM                | 64                | 64                       | 64 (+64 혼합 INT/FP32 코어) |
| SM 레지스터 대 FP32 코어 비율 | 1024              | 1024                     | 1024                        |
| 공유 메모리 크기 / SM         | 64 KB             | 최대 96 KB까지 설정 가능 | 최대 164 KB까지 설정 가능   |

디코딩 성능 비교
| 동시 스트림 | H.264 디코딩 (1080p30) | H.265 (HEVC) 디코딩 (1080p30) | VP9 디코딩 (1080p30) |
| V100        | 16                     | 22                            | 22                   |
| A100        | 75                     | 157                           | 108                  |

## A100 가속기와 DGX A100
암페어 기반 A100 가속기는 2020년 5월 14일 발표 및 출시되었다. A100은 19.5 테라플롭의 FP32 성능, 6912개의 CUDA 코어, 40GB의 그래픽 메모리, 1.6TB/s의 그래픽 메모리 대역폭을 가지고 있다. A100 가속기는 처음에 8대의 A100을 포함한 3세대 DGX 서버에서만 사용할 수 있었다. 또한 DGX A100에는 15TB의 PCIe Gen 4 NVMe 스토리지, 2개의 64코어 AMD Rome 7742 CPU, 1TB의 RAM 및 멜라녹스 기반 HDR InfiniBand 인터커넥트가 포함되어 있다. DGX A100의 최초 가격은 19만 9천 달러였다.

## 암페어를 사용하는 제품
- 지포스 30 시리즈
  - 지포스 RTX 3050 모바일 (GA107)
  - 지포스 RTX 3050 Ti 모바일 (GA107)
  - 지포스 RTX 3050 (GA106 또는 GA107)[12]
  - 지포스 RTX 3060 (GA106)
  - 지포스 RTX 3060 Ti (GA104)
  - 지포스 RTX 3070 (GA104)
  - 지포스 RTX 3070 Ti (GA104)
  - 지포스 RTX 3080 (GA102)
  - 지포스 RTX 3080 12GB (GA102)
  - 지포스 RTX 3080 Ti (GA102)
  - 지포스 RTX 3090 (GA102)
  - 지포스 RTX 3090 Ti (GA102)
- 엔비디아 워크스테이션 GPU (이전의 쿼드로)
  - RTX A2000 (모바일) (GA10?)
  - RTX A3000 (모바일) (GA104)
  - RTX A4000 (모바일) (GA104)
  - RTX A5000 (모바일) (GA104)
  - RTX A2000 (GA106)
  - RTX A4000 (GA104)
  - RTX A4500 (GA102)
  - RTX A5000 (GA102)
  - RTX A6000 (GA102)
- 엔비디아 데이터센터 GPU (이전의 테슬라)
  - Nvidia A2 (GA107)
  - Nvidia A10 (GA102)
  - Nvidia A16 (4 × GA107)
  - Nvidia A30 (GA100)
  - Nvidia A40 (GA102)
  - Nvidia A100 (GA100)
  - Nvidia A100 80GB (GA100)

## 같이 보기
- 엔비디아 그래픽 처리 장치 목록
- 엔비디아 NVENC
- 엔비디아 NVDEC